# Schmuckfund von Weißenfels
Der Schmuckfund von Weißenfels ist ein Fundkomplex von fünf Ringen und mehreren Gewandschmuckstücken. Schon 1826 wurden sie nahe Weißenfels aufgefunden. Die Objekte befinden sich heute in Halle, Staatliche Galerie Moritzburg, Landesmünzkabinett von Sachsen-Anhalt.
Nur ein silberner Hochzeitsring lässt sich durch seine Aufschrift מזל טוב (Masal tov) einem jüdischen Eigentümer zuordnen. Er trägt einen Aufsatz in Form eines gotischen Häuschens mit Treppengiebel.
Ein zweiter Ring trägt eine unvollständige griechische Inschrift „Alle Liebenden“.

## Deponierung
Man nimmt an, dass die Schmuckstücke in Zusammenhang mit den Judenverfolgungen zur Zeit des Schwarzen Todes 1348–1349 deponiert wurden. Das Versteck lag allerdings außerhalb der Stadt, während vergleichbare Deponierungen sonst innerhalb des jüdischen Ghettos stattfanden. Es gibt deshalb weitere Möglichkeiten:
- die Objekte könnten von Reisenden versteckt worden sein (ohne Zusammenhang mit Weißenfels);
- sie könnten von christlichen Plünderern deponiert worden sein;
- sie könnten auch später von Juden deponiert worden sein, die sich nach den Pogromen in der 2. Hälfte des 14. Jahrhunderts in Weißenfels ansiedelten.

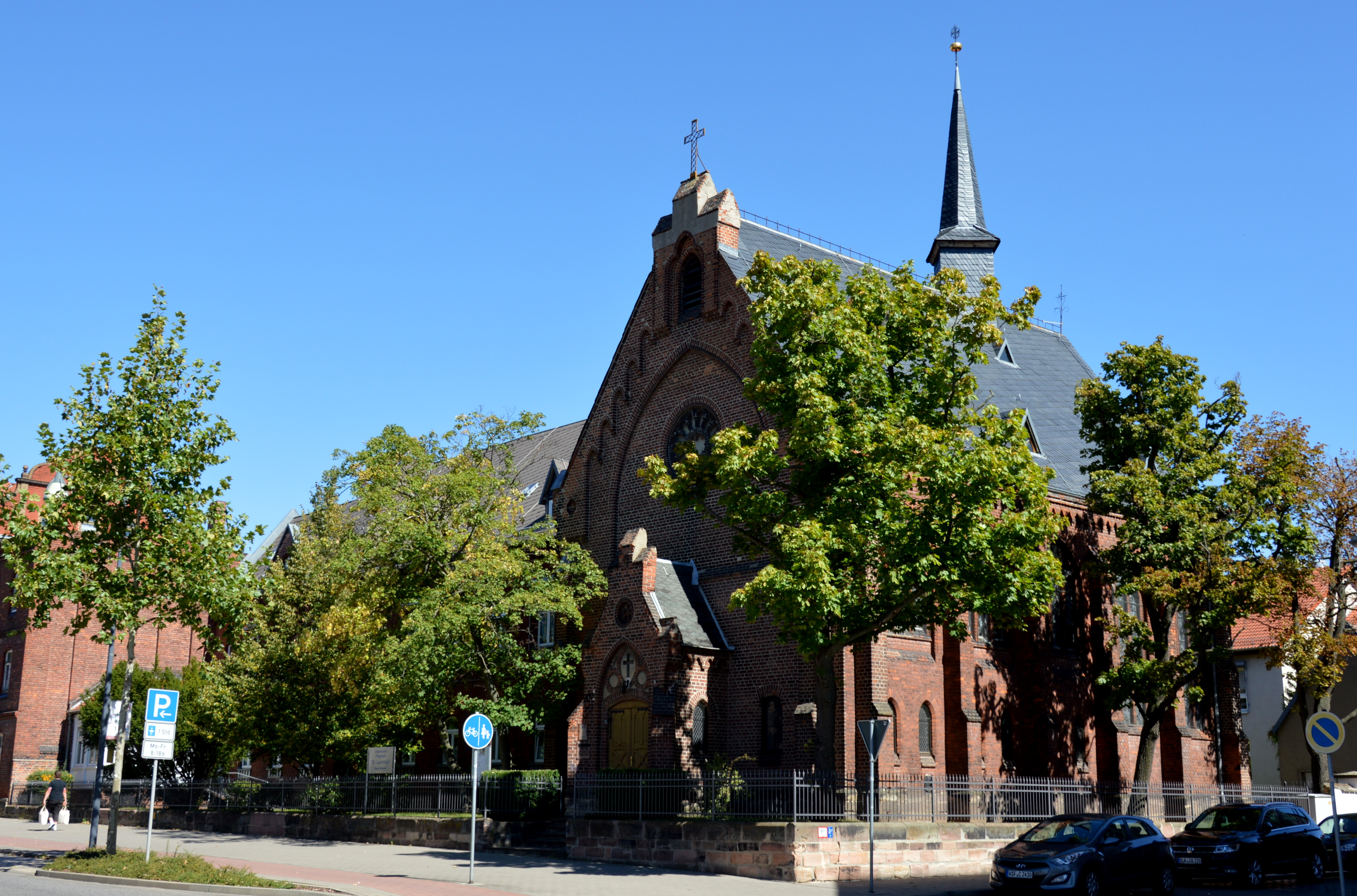
Der Fundort: nahe der Hospitalkirche St. Laurentius, außerhalb der Stadt.

## Auffindung
Der Fundort befand sich nahe dem Hospital St. Laurentius, links der Saale und gegenüber der Stadt Weißenfels, nordwestlich der Brücke, auf dem Weg nach Freyburg. Wahrscheinlich entdeckten Tagelöhner bei Erdarbeiten 1823 die im 14. Jahrhundert deponierten Objekte. Doch dieser ursprüngliche Fundzusammenhang ist nicht erhalten. 1826 kaufte der Thüringisch-Sächsische Verein für Erforschung des vaterländischen Altertums und Erhaltung seiner Denkmale einige Stücke an. Bei nochmaliger Begehung des Fundorts wurden im gleichen Jahr weitere Objekte aufgefunden. Ein „Klumpen“ von Münzen ging allerdings wieder verloren.